# Birte Rosenkrantz

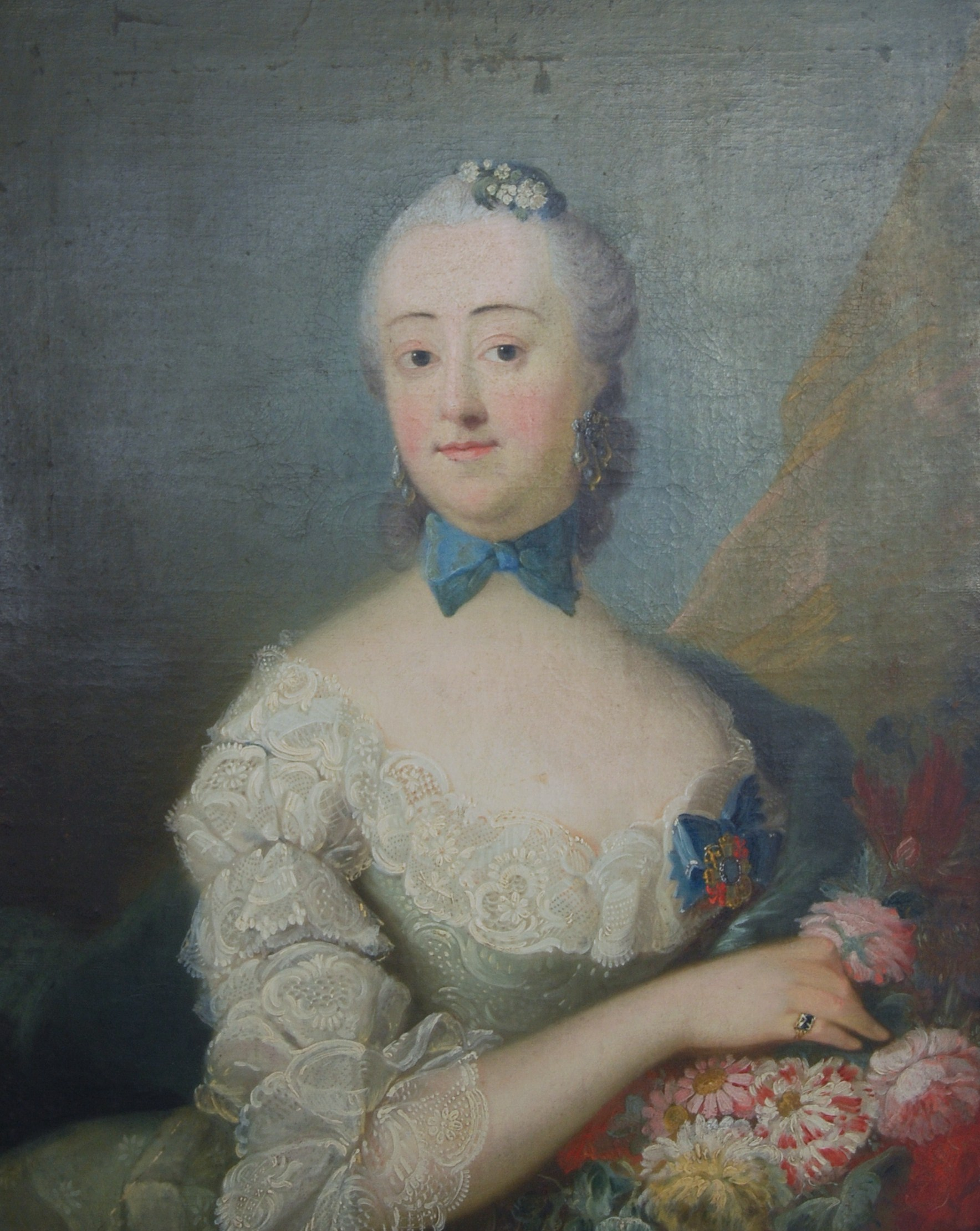
Peder Als, Birte Rosenkrantz, 1755

Birgitte „Birte“ Rosenkrantz, verheiratete von Plessen (8. Januar 1723 in Kopenhagen – 8. Juli 1763 ebenda), war eine dänische Adlige. Sie war die Tochter des Geheimrats Iver Rosenkrantz und der Charlotte Amalie Skeel (1700–1763). Am 10. November 1747 heiratete sie in der Sæby Kirche Friedrich Christian von Plessen (1717–1783), Sohn von Christian Ludwig Scheel von Plessen. Seit 1754 war sie Trägerin des Ordre de l’union parfaite.